# Калінін Олексій Михайлович
Олексій Михайлович Калінін (нар. 1 серпня 1928, село Костинська Вологодської губернії, тепер Вологодської області, Російська Федерація — 1 вересня 2004, місто Москва) — радянський військово-морський діяч, командувач Чорноморського флоту СРСР, адмірал. Депутат Верховної Ради СРСР 11-го скликання (1984—1989).

## Біографія
У 1946—1950 роках — курсант Вищого військово-морського училища імені Фрунзе.
У 1950—1952 роках — командир артилерійської бойової частини есмінця Північного флоту СРСР.
У 1952—1953 роках — слухач Вищих спеціальних офіцерських класів ВМФ СРСР.
У 1953—1960 роках — старший помічник командира есмінця «Сведущий» Північного флоту.
Член КПРС з 1954 року.
У 1960—1963 роках — командир есмінця «Сведущий» Північного флоту.
У 1963—1966 роках — слухач Військово-морської академії.
У 1966—1969 роках — начальник штабу бригади протичовнових кораблів Північного флоту. У 1969—1973 роках — начальник штабу 7-ї оперативної ескадри кораблів Північного флоту. У 1973—1975 роках — командир 7-ї оперативної ескадри кораблів Північного флоту.
У вересні 1975—1981 роках — начальник штабу Балтійського флоту СРСР. У 1977 році закінчив Вищі академічні курси Військової академії Генерального штабу Збройних Сил імені Ворошилова.
У 1981—1983 роках — 1-й заступник командувача Балтійського флоту СРСР.
22 квітня 1983 — 26 липня 1985 року — командувач Червонопрапорного Чорноморського флоту СРСР.
У 1985—1987 роках — радник Групи генеральних інспекторів Міністерства оборони СРСР.
З 1987 року — у відставці, проживав у Москві.

## Звання
- контр-адмірал (1975)
- віце-адмірал (.02.1978)
- адмірал (1983)

## Нагороди
- орден Леніна
- два ордени Червоної Зірки
- орден «За службу Батьківщині у Збройних Силах СРСР» 3-го ступеня
- медалі